# Johannes Riemann

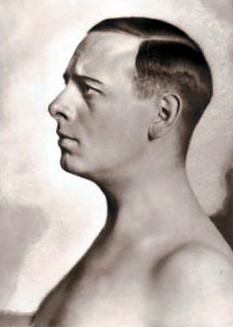
Johannes Riemann

Johannes Riemann (nasceu Eugen Johannes Riemann; Berlim, 31 de maio de 1887 – Constança, 30 de setembro de 1959) foi um ator e diretor de cinema alemão. Riemann era um membro do Partido Nazista.

## Filmografia selecionada
- 1916: Gelöste Ketten
- 1917: Ahasver
- 1918: Veritas vincit
- 1919: Schloß Einöd
- 1919: Irrlicht
- 1919: Tötet nicht mehr!
- 1941: Alles für Gloria (auch Drehbuch)
- 1943: Das Lied der Nachtigall
- 1956: Was die Schwalbe sang
- 1956: Der schräge Otto
- 1957: Eurydice